# Seilh
Seilh [sɛj] , Sèlh [sɛʎ] en occitan, est une commune française située dans le nord du département de la Haute-Garonne, en région Occitanie.
Sur le plan historique et culturel, la commune est dans le Pays toulousain, qui s’étend autour de Toulouse le long de la vallée de la Garonne, bordé à l’ouest par les coteaux du Savès, à l’est par ceux du Lauragais et au sud par ceux de la vallée de l’ Ariège et du Volvestre. Exposée à un climat océanique altéré, elle est drainée par la Garonne, l'Aussonnelle, un bras de la Garonne et par divers autres petits cours d'eau. La commune possède un patrimoine naturel remarquable : deux sites Natura 2000 (la « vallée de la Garonne de Muret à Moissac » et « Garonne, Ariège, Hers, Salat, Pique et Neste »), deux espaces protégés (le « bras mort de Fenouillet » et le « cours inférieur de la Garonne ») et trois zones naturelles d'intérêt écologique, faunistique et floristique.
Seilh est une commune urbaine qui compte 3 311 habitants en 2022, après avoir connu une forte hausse de la population depuis 1962. Elle est dans l'agglomération toulousaine et fait partie de l'aire d'attraction de Toulouse. Ses habitants sont appelés les Seilhois ou  Seilhoises.
Le patrimoine architectural de la commune comprend un immeuble protégé au titre des monuments historiques : le château de Rochemontès, inscrit en  1946 puis en 2008.

## Géographie

### Localisation
La commune de Seilh se trouve dans le département de la Haute-Garonne, en région Occitanie.
Sur le plan historique et culturel, Seilh fait partie du pays toulousain, une ceinture de plaines fertiles entrecoupées de bosquets d'arbres, aux molles collines semées de fermes en briques roses, inéluctablement grignotée par l'urbanisme des banlieues.
Elle se situe à 12 km à vol d'oiseau de Toulouse, préfecture du département, et à 7 km de Blagnac, bureau centralisateur du canton de Blagnac dont dépend la commune depuis 2015 pour les élections départementales.
La commune fait en outre partie du bassin de vie de Toulouse.
Les communes les plus proches sont : 
Gagnac-sur-Garonne (1,8 km), Aussonne (3,0 km), Lespinasse (3,0 km), Fenouillet (3,7 km), Beauzelle (3,8 km), Saint-Alban (4,9 km), Merville (5,4 km), Saint-Jory (5,4 km).
Seilh est limitrophe de cinq autres communes dont deux en rive droite de la Garonne.
|          | Merville  | Gagnac-sur-Garonne    |
| Aussonne | Seilh     | La Garonne Fenouillet |
|          | Beauzelle |                       |

La Garonne sépare la commune de celles de Fenouillet et Gagnac-sur-Garonne (en partie), en rive droite.

### Géologie et relief
La superficie de la commune est de 616 hectares ; son altitude varie de 112  à   145 mètres.

### Hydrographie

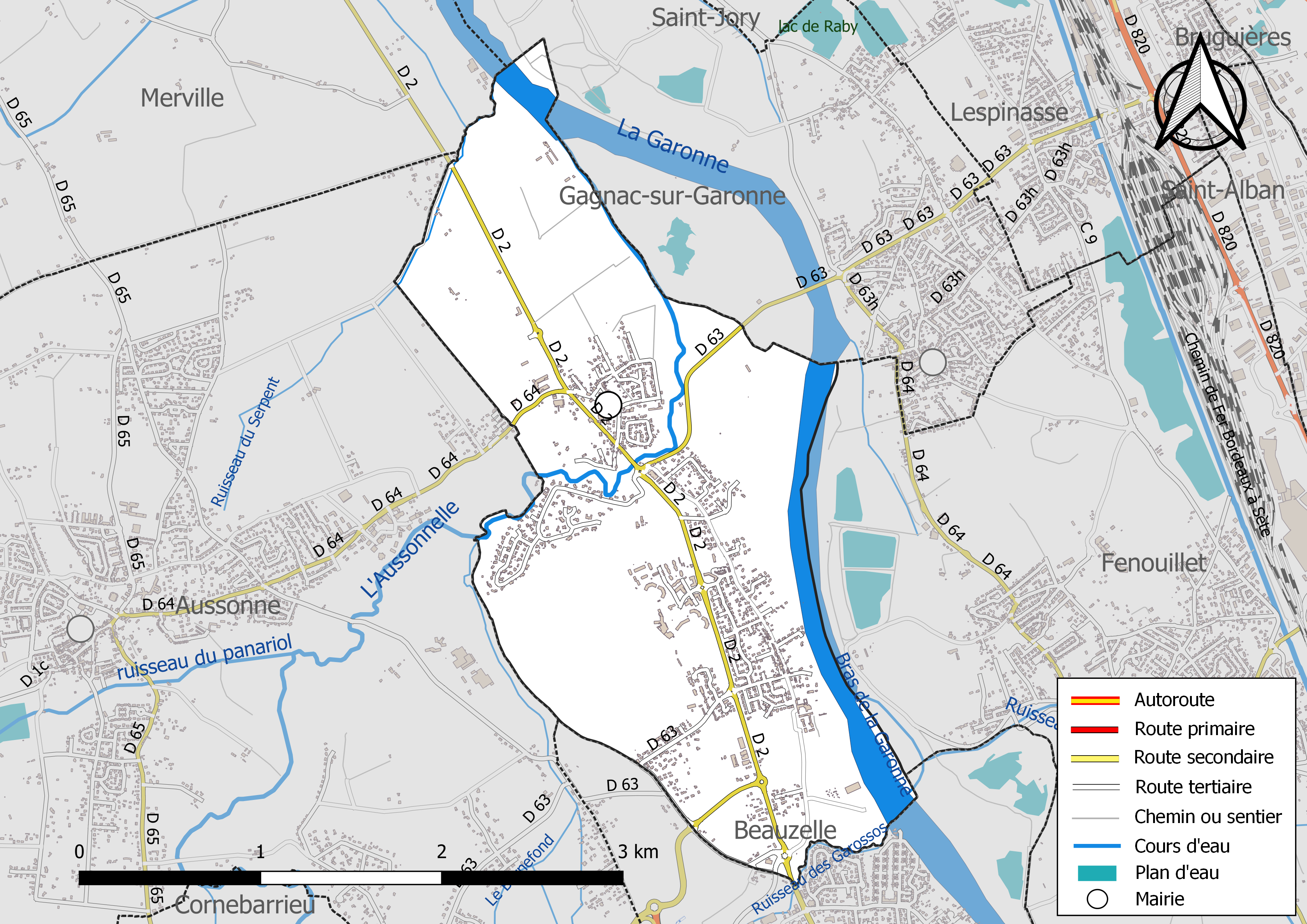
Réseaux hydrographique et routier de Seilh.

La commune est dans le bassin de la Garonne, au sein du bassin hydrographique Adour-Garonne. Elle est drainée par la Garonne, l'Aussonnelle, un bras de la Garonne, le Barnefond, le ruisseau des Garossos et le ruisseau du Serpent, constituant un réseau hydrographique de 8 km de longueur totale,.
La Garonne est un fleuve principalement français prenant sa source en Espagne et qui coule sur 529 km avant de se jeter dans l’océan Atlantique.
L'Aussonnelle, d'une longueur totale de 42,4 km, prend sa source dans la commune de Saint-Thomas et s'écoule du sud-ouest vers le nord-est. Il se jette dans la Garonne sur le territoire communal, après avoir traversé 12 communes.

### Climat
Pour des articles plus généraux, voir Climat de l'Occitanie et Climat de la Haute-Garonne.
En 2010, le climat de la commune est de type climat du Bassin du Sud-Ouest, selon une étude s'appuyant sur une série de données couvrant la période 1971-2000. En 2020, Météo-France publie une typologie des climats de la France métropolitaine dans laquelle la commune est exposée à un climat océanique altéré et est dans la région climatique Aquitaine, Gascogne, caractérisée par une pluviométrie abondante au printemps, modérée en automne, un faible ensoleillement au printemps, un été chaud (19,5 °C), des vents faibles, des brouillards fréquents en automne et en hiver et des orages fréquents en été (15 à 20 jours).
Pour la période 1971-2000, la température annuelle moyenne est de 13,3 °C, avec une amplitude thermique annuelle de 15,8 °C. Le cumul annuel moyen de précipitations est de 704 mm, avec 9,9 jours de précipitations en janvier et 5,7 jours en juillet. Pour la période 1991-2020, la température moyenne annuelle observée sur la station météorologique la plus proche, située sur la commune de Blagnac à 7 km à vol d'oiseau, est de 14,2 °C et le cumul annuel moyen de précipitations est de 627,0 mm,. Pour l'avenir, les paramètres climatiques de la commune estimés pour 2050 selon différents scénarios d’émission de gaz à effet de serre sont consultables sur un site dédié publié par Météo-France en novembre 2022.

### Milieux naturels et biodiversité

#### Espaces protégés
La protection réglementaire est le mode d’intervention le plus fort pour préserver des espaces naturels remarquables et leur biodiversité associée,.
Deux espaces protégés sont présents sur la commune : 
- le « bras mort de Fenouillet », objet d'un arrêté de protection de biotope, d'une superficie de 58,4 ha[19] ;
- le « cours inférieur de la Garonne », objet d'un arrêté de protection de biotope, d'une superficie de 452,7 ha[20].

#### Réseau Natura 2000

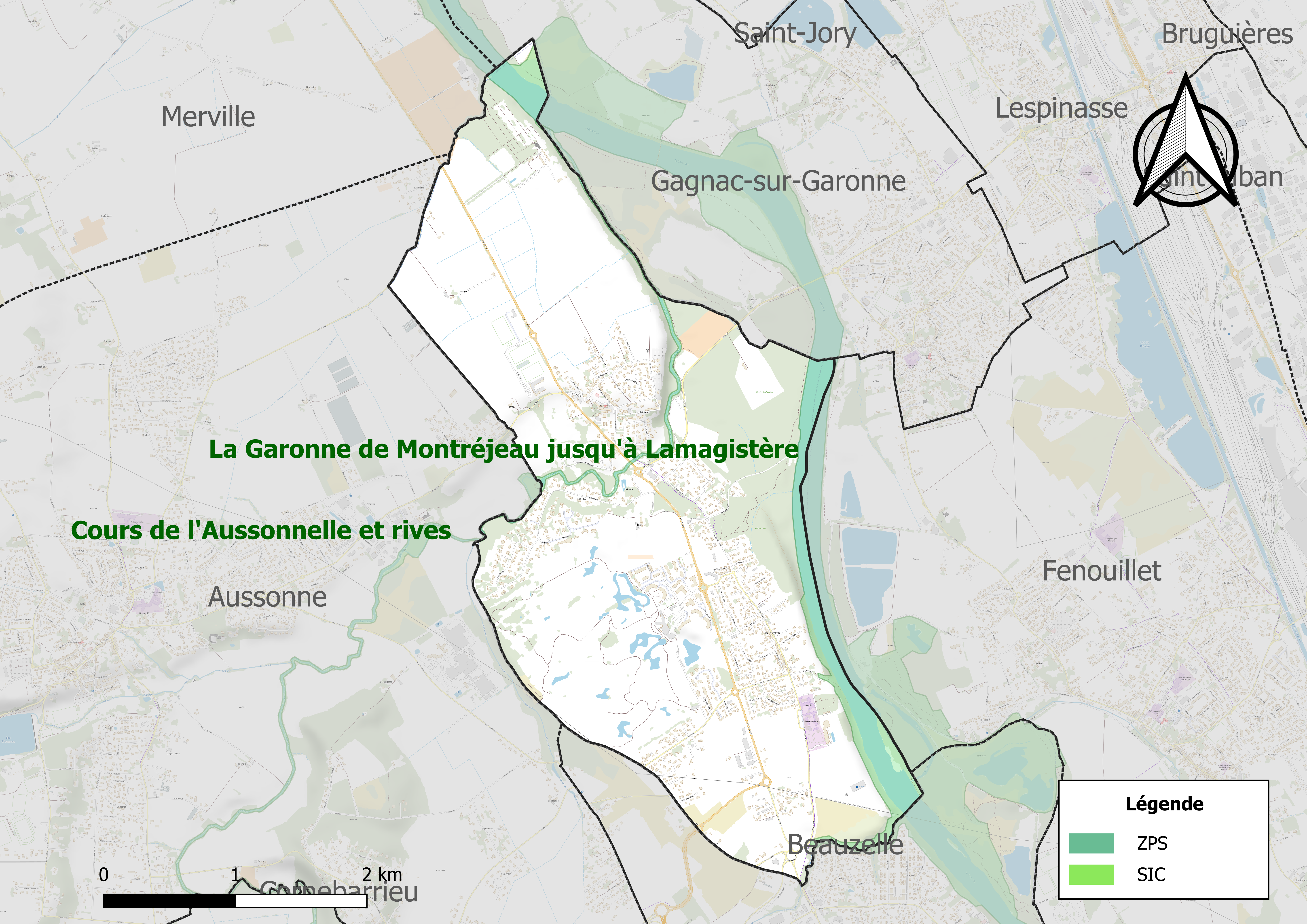
Site Natura 2000 sur le territoire communal.

Le réseau Natura 2000 est un réseau écologique européen de sites naturels d'intérêt écologique élaboré à partir des directives habitats et oiseaux, constitué de zones spéciales de conservation (ZSC) et de zones de protection spéciale (ZPS).
Un site Natura 2000 a été défini sur la commune au titre de la directive habitats :
- « Garonne, Ariège, Hers, Salat, Pique et Neste », d'une superficie de 9 581 ha, un réseau hydrographique pour les poissons migrateurs (zones de frayères actives et potentielles importantes pour le Saumon en particulier qui fait l'objet d'alevinages réguliers et dont des adultes atteignent déjà Foix sur l'Ariège[23]

et un au titre de la directive oiseaux : 
- la « vallée de la Garonne de Muret à Moissac », d'une superficie de 4 493 ha, hébergeant une avifaune bien représentée en diversité, mais en effectifs limités (en particulier, baisse des populations de plusieurs espèces de hérons). Sept espèces de hérons y nichent, dont le héron pourpré, ainsi que le Milan noir (avec des effectifs importants), l'Aigle botté, le Petit gravelot, la Mouette mélanocéphale, la Sterne pierregarin et le Martin-pêcheur[24].

#### Zones naturelles d'intérêt écologique, faunistique et floristique

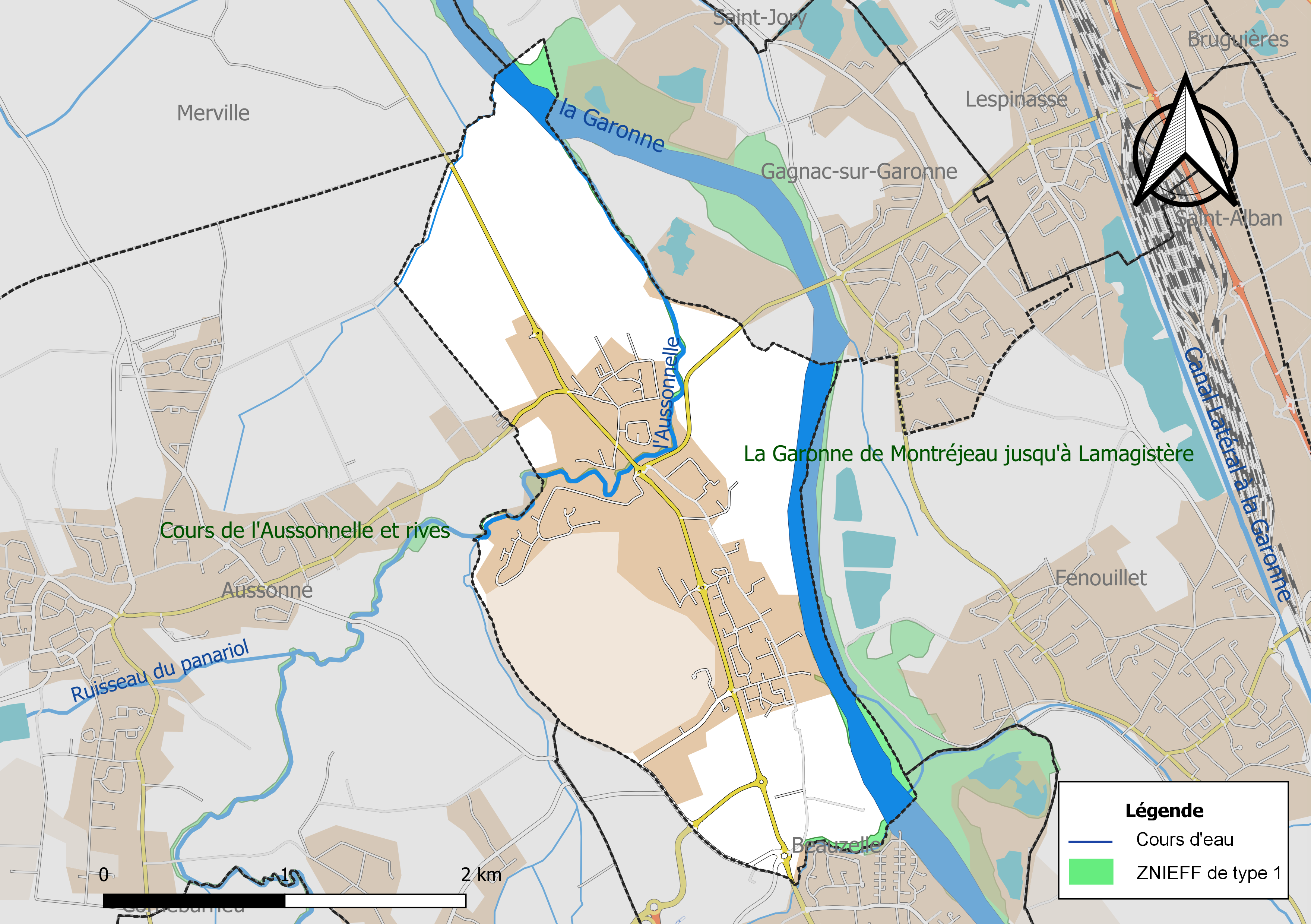
Carte des ZNIEFF de type 1 localisées sur la commune.

L’inventaire des zones naturelles d'intérêt écologique, faunistique et floristique (ZNIEFF) a pour objectif de réaliser une couverture des zones les plus intéressantes sur le plan écologique, essentiellement dans la perspective d’améliorer la connaissance du patrimoine naturel national et de fournir aux différents décideurs un outil d’aide à la prise en compte de l’environnement dans l’aménagement du territoire.
Deux ZNIEFF de type 1 sont recensées sur la commune :
le « cours de l'Aussonnelle et rives » (76 ha), couvrant 12 communes du département et 
« la Garonne de Montréjeau jusqu'à Lamagistère » (5 075 ha), couvrant 92 communes dont 63 dans la Haute-Garonne, trois en Lot-et-Garonne et 26 en Tarn-et-Garonne
et une ZNIEFF de type 2, : 
« la Garonne et milieux riverains, en aval de Montréjeau » (6 874 ha), couvrant 93 communes dont 64 dans la Haute-Garonne, trois en Lot-et-Garonne et 26 en Tarn-et-Garonne.

## Urbanisme

### Typologie
Au 1er janvier 2024, Seilh est catégorisée ceinture urbaine, selon la nouvelle grille communale de densité à sept niveaux définie par l'Insee en 2022.
Elle appartient à l'unité urbaine de Toulouse, une agglomération inter-départementale regroupant 81  communes, dont elle est une commune de la banlieue,,. Par ailleurs la commune fait partie de l'aire d'attraction de Toulouse, dont elle est une commune de la couronne,. Cette aire, qui regroupe 527 communes, est catégorisée dans les aires de 700 000 habitants ou plus (hors Paris),.

### Occupation des sols

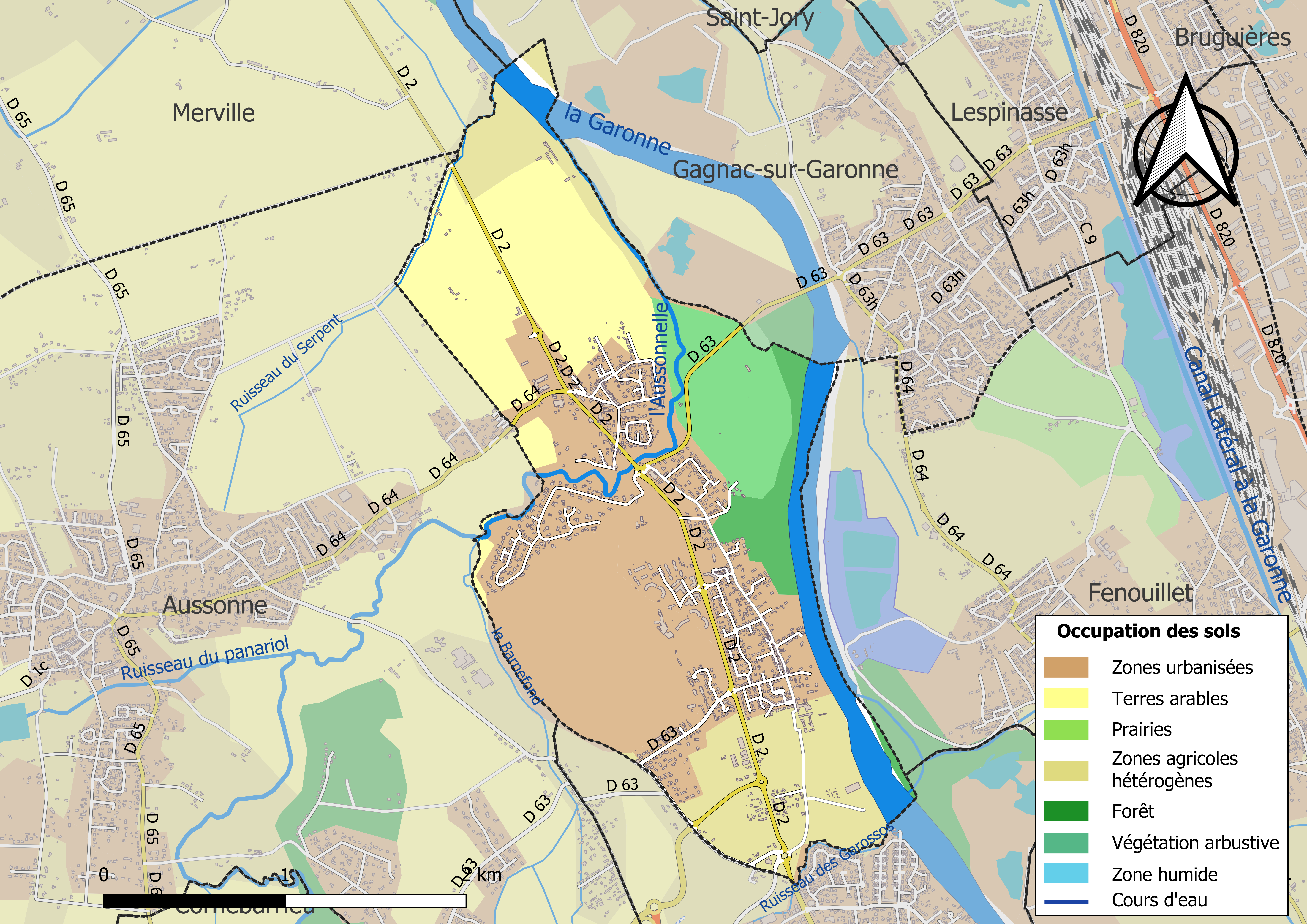
Carte des infrastructures et de l'occupation des sols de la commune en 2018 (CLC).

L'occupation des sols de la commune, telle qu'elle ressort de la base de données européenne d’occupation biophysique des sols Corine Land Cover (CLC), est marquée par l'importance des territoires artificialisés (46,3 % en 2018), en augmentation par rapport à 1990 (30 %). La répartition détaillée en 2018 est la suivante : 
zones urbanisées (29,6 %), terres arables (19,4 %), zones agricoles hétérogènes (17,1 %), espaces verts artificialisés, non agricoles (15,9 %), milieux à végétation arbustive et/ou herbacée (8,6 %), forêts (5,1 %), eaux continentales (3,5 %), mines, décharges et chantiers (0,9 %). L'évolution de l’occupation des sols de la commune et de ses infrastructures peut être observée sur les différentes représentations cartographiques du territoire : la carte de Cassini (XVIIIe siècle), la carte d'état-major (1820-1866) et les cartes ou photos aériennes de l'IGN pour la période actuelle (1950 à aujourd'hui).

### Voies de communication et transports
Accès par la A621.
La ligne 130 du réseau Tisséo relie le centre de la commune à la station Andromède-Lycée de la ligne T1 du tramway, à Blagnac, le TAD 118 relie la commune à la station Aéroconstellation du tramway de Toulouse, et la ligne 388 du réseau Arc-en-Ciel relie le centre de la commune à la station Basso Cambo du métro de Toulouse via la zone aéroportuaire de Blagnac depuis Grenade.

### Risques majeurs
Le territoire de la commune de Seilh est vulnérable à différents aléas naturels : météorologiques (tempête, orage, neige, grand froid, canicule ou sécheresse), inondations et séisme (sismicité très faible). Il est également exposé à un risque technologique, la rupture d'un barrage. Un site publié par le BRGM permet d'évaluer simplement et rapidement les risques d'un bien localisé soit par son adresse soit par le numéro de sa parcelle.

#### Risques naturels
La commune fait partie du territoire à risques importants d'inondation (TRI) de Toulouse, regroupant 15 communes concernées par un risque de débordement de la Garonne, un des 18 TRI qui ont été arrêtés fin 2012 sur le bassin Adour-Garonne. Les événements significatifs passés sont la crue généralisée sur le bassin de la Garonne des 23 et 24 juin 1875 (7 500 m3/s à Toulouse), qui a fait 208 morts et détruit 1 219 maisons, et la crue des 1er au 5 février 1952 (3 300 m3/s) à Toulouse, qui a fait 7 victimes. Des cartes des surfaces inondables ont été établies pour trois scénarios : fréquent (crue de temps de retour de 10 ans à 30 ans), moyen (temps de retour de 100 ans à 300 ans) et extrême (temps de retour de l'ordre de 1 000 ans, qui met en défaut tout système de protection). La commune a été reconnue en état de catastrophe naturelle au titre des dommages causés par les inondations et coulées de boue survenues en 1982, 1999 et 2009,.

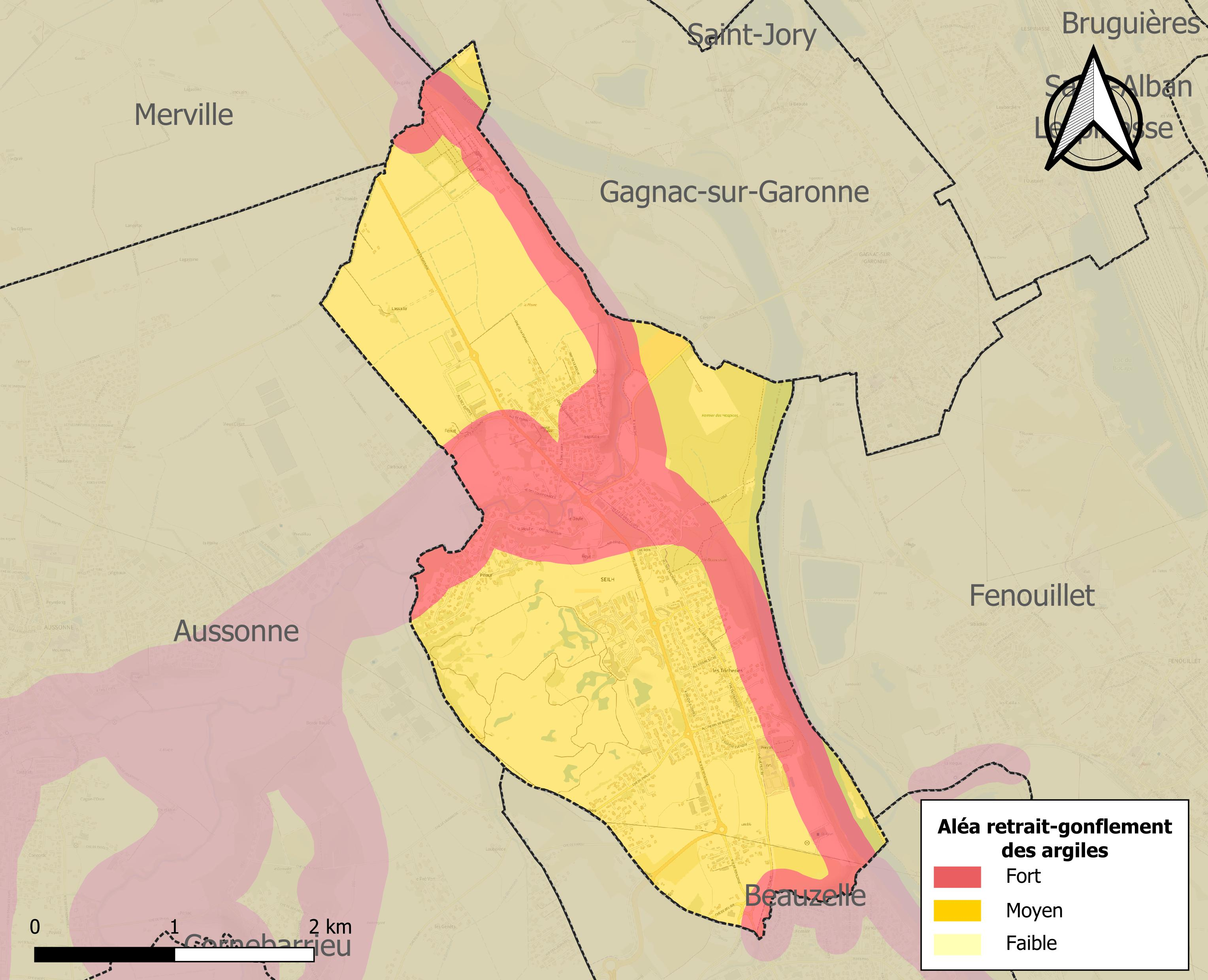
Carte des zones d'aléa retrait-gonflement des sols argileux de Seilh.

Le retrait-gonflement des sols argileux est susceptible d'engendrer des dommages importants aux bâtiments en cas d’alternance de périodes de sécheresse et de pluie. La totalité de la commune est en aléa moyen ou fort (88,8 % au niveau départemental et 48,5 % au niveau national). Sur les 824 bâtiments dénombrés sur la commune en 2019, 824 sont en aléa moyen ou fort, soit 100 %, à comparer aux 98 % au niveau départemental et 54 % au niveau national. Une cartographie de l'exposition du territoire national au retrait gonflement des sols argileux est disponible sur le site du BRGM,.
Par ailleurs, afin de mieux appréhender le risque d’affaissement de terrain, l'inventaire national des cavités souterraines permet de localiser celles situées sur la commune.
Concernant les mouvements de terrains, la commune a été reconnue en état de catastrophe naturelle au titre des dommages causés par la sécheresse en 2003 et 2017 et par des mouvements de terrain en 1999.

#### Risques technologiques
La commune est en outre située en aval des barrages de Cap de Long sur la Neste de Couplan (Hautes-Pyrénées) et de l'Estrade sur la Ganguise (Aude). À ce titre elle est susceptible d’être touchée par l’onde de submersion consécutive à la rupture d'un de ces ouvrages.

## Toponymie
La francisation des toponymes occitans de l'aire dialectale gasconne en rive gauche de Garonne, est issue le plus souvent de la forme languedocienne écrite en usage à Toulouse.
Seilh est à rapprocher de "seuil" en français, d'étymologie commune. En occitan, un suèlh peut aussi désigner géographiquement un plateau (cf. Tresor dou Félibrige).
Bas latin sòliu*, croisement de sòlea (base plate) et sòlu* (sol). Le "ò" bref tonique se diphtongue en "uè", se simplifie en "è" en languedocien toulousain, et éventuellement en "u" si le monosyllabe est suffixé.
La graphie dialectalement englobante est Suèlh:
- Sèlh [sɛl] : en languedocien de Toulouse, effacement de la diphtongue et sans mouillure du "lh"
- Suèlh [swɛʎ] :en gascon tolosan, diphtongué avec mouillure du "lh".
Seilh, prononcé [sɛj] est issu d'une prononciation mixte issue des 2 dialectes.
Remarque : en présence du son " é", dans les 2 dialectes, l'étymologie ferait référence à sítulu* < sítlu , seau
NB: cf références sur Sèlh, Vikipédia occitan.

## Histoire
Au sud-est de la commune, sur une terrasse surplombant la Garonne, le site du château de Percin atteste d'une présence humaine au Néolithique.
Le centre du village s'est déplacé. Il surplombait autrefois la vallée de l'Aussonnelle, là où se trouve le cimetière. L'église paroissiale, consacrée à saint Pierre aux Liens, était d'ailleurs située à cet endroit[réf. souhaitée]. L'église actuelle date de 1881.
Jusqu'aux années 1990, le village de Seilh a connu un lent accroissement de sa population. L'urbanisation du village a commencé par l'installation du golf. Elle s'est étendue ensuite par des lotissements au quartier des Tricheries, avant de concerner les bords de l'Aussonnelle et le vieux village.

### Héraldique
| Seilh | Son blasonnement est : Écartelé : au premier et au quatrième de gueules à la tour d'or, ouverte et ajourée de sable, au deuxième et au troisième d'or à l'arbre arraché au naturel ; à la divise ondée d'azur brochant sur le trait du coupé de la partition. La présence de deux tours fait référence à la présence de deux châteaux à Seilh. Certains Seilhois revendiquent le corbeau pour emblème de la commune. Par ailleurs, sainte Blandine, patronne de la commune, est honorée d'une procession tous les 2 juin. |

## Politique et administration

### Administration municipale
Le nombre d'habitants au recensement de 2017 étant compris entre 2 500 habitants et 3 499 habitants, le nombre de membres du conseil municipal pour l'élection de 2020 est de vingt-trois,.

### Rattachements administratifs et électoraux
Commune faisant partie de la cinquième circonscription de la Haute-Garonne, de Toulouse Métropole et du canton de Blagnac (avant le redécoupage départemental de 2014, Seilh faisait partie de l'ex-canton de Grenade).

### Jumelages
- Gimenells (Espagne)

## Population et société

### Démographie
| 1793 | 1800 | 1806 | 1821 | 1831 | 1836 | 1841 | 1846 | 1851 |
| ---- | ---- | ---- | ---- | ---- | ---- | ---- | ---- | ---- |
| 259  | 310  | 290  | 315  | 320  | 319  | 344  | 367  | 351  |

| 1856 | 1861 | 1866 | 1872 | 1876 | 1881 | 1886 | 1891 | 1896 |
| ---- | ---- | ---- | ---- | ---- | ---- | ---- | ---- | ---- |
| 329  | 346  | 346  | 326  | 332  | 295  | 313  | 310  | 282  |

| 1901 | 1906 | 1911 | 1921 | 1926 | 1931 | 1936 | 1946 | 1954 |
| ---- | ---- | ---- | ---- | ---- | ---- | ---- | ---- | ---- |
| 256  | 250  | 257  | 257  | 227  | 260  | 264  | 224  | 404  |

| 1962 | 1968 | 1975 | 1982 | 1990 | 1999  | 2006  | 2007  | 2012  |
| ---- | ---- | ---- | ---- | ---- | ----- | ----- | ----- | ----- |
| 394  | 449  | 492  | 621  | 816  | 2 086 | 2 812 | 2 916 | 3 018 |

| 2017  | 2022  | - | - | - | - | - | - | - |
| ----- | ----- | - | - | - | - | - | - | - |
| 3 268 | 3 311 | - | - | - | - | - | - | - |

| selon la population municipale des années : | 1968 | 1975 | 1982 | 1990 | 1999 | 2006 | 2009 | 2013 |
| Rang de la commune dans le département      | 157  | 171  | 178  | 145  | 75   | 64   | 64   | 68   |
| Nombre de communes du département           | 592  | 582  | 586  | 588  | 588  | 588  | 589  | 589  |

### Enseignement
Seilh fait partie de l'académie de Toulouse.
L'éducation est assurée sur la commune par l'école primaire Léonard de Vinci.
Le collège est situé dans la commune voisine de Beauzelle et le lycée Saint-Exupéry se trouve à Blagnac.
Sur la commune, est également présent l'ensemble scolaire privé L'Annonciation, qui assure l'éducation de la PS jusqu'à la terminale.

### Activités sportives
- Golf de Toulouse-Seilh, golf international, rugby à XV le SAF XV, football, pêche, arts martiaux, boxe, full contact, tennis,

### Écologie et recyclage
La collecte et le traitement des déchets des ménages et des déchets assimilés ainsi que la protection et la mise en valeur de l'environnement se font dans le cadre de la métropole de Toulouse Métropole.

## Économie

### Revenus
En 2018  (données Insee publiées en septembre 2021), la commune compte 1 418 ménages fiscaux, regroupant 3 205 personnes. La médiane du revenu disponible par unité de consommation est de 28 800 € (23 140 € dans le département). 75 % des ménages fiscaux sont imposés (55,3 % dans le département).

### Emploi
|                | 2008  | 2013  | 2018  |
| -------------- | ----- | ----- | ----- |
| Commune        | 5 %   | 6,1 % | 6,6 % |
| Département    | 7,7 % | 9,6 % | 9,3 % |
| France entière | 8,3 % | 10 %  | 10 %  |

En 2018, la population âgée de 15 à 64 ans s'élève à 2 333 personnes, parmi lesquelles on compte 81,8 % d'actifs (75,2 % ayant un emploi et 6,6 % de chômeurs) et 18,2 % d'inactifs,. Depuis 2008, le taux de chômage communal (au sens du recensement) des 15-64 ans est inférieur à celui de la France et du département.
La commune fait partie de la couronne de l'aire d'attraction de Toulouse, du fait qu'au moins 15 % des actifs travaillent dans le pôle,. Elle compte 639 emplois en 2018, contre 663 en 2013 et 598 en 2008. Le nombre d'actifs ayant un emploi résidant dans la commune est de 1 765, soit un indicateur de concentration d'emploi de 36,2 % et un taux d'activité parmi les 15 ans ou plus de 71,5 %.
Sur ces 1 765 actifs de 15 ans ou plus ayant un emploi, 270 travaillent dans la commune, soit 15 % des habitants. Pour se rendre au travail, 89,9 % des habitants utilisent un véhicule personnel ou de fonction à quatre roues, 2,4 % les transports en commun, 4,5 % s'y rendent en deux-roues, à vélo ou à pied et 3,1 % n'ont pas besoin de transport (travail au domicile).

### Activités hors agriculture

#### Secteurs d'activités
297 établissements sont implantés  à Seilh au 31 décembre 2019. Le tableau ci-dessous en détaille le nombre par secteur d'activité et compare les ratios avec ceux du département,.
| Secteur d'activité                                                                                        | Commune | Commune | Département |
| Secteur d'activité                                                                                        | Nombre  | %       | %           |
| --- | ------- | ------- | ----------- |
| Ensemble                                                                                                  | 297     | 100 %   | (100 %)     |
| Industrie manufacturière, industries extractives et autres                                                | 9       | 3 %     | (5,7 %)     |
| Construction                                                                                              | 25      | 8,4 %   | (12 %)      |
| Commerce de gros et de détail, transports, hébergement et restauration                                    | 76      | 25,6 %  | (25,9 %)    |
| Information et communication                                                                              | 11      | 3,7 %   | (4,1 %)     |
| Activités financières et d'assurance                                                                      | 12      | 4 %     | (3,8 %)     |
| Activités immobilières                                                                                    | 16      | 5,4 %   | (4,2 %)     |
| Activités spécialisées, scientifiques et techniques et activités de services administratifs et de soutien | 63      | 21,2 %  | (19,8 %)    |
| Administration publique, enseignement, santé humaine et action sociale                                    | 59      | 19,9 %  | (16,6 %)    |
| Autres activités de services                                                                              | 26      | 8,8 %   | (7,9 %)     |

Le secteur du commerce de gros et de détail, des transports, de l'hébergement et de la restauration est prépondérant sur la commune puisqu'il représente 25,6 % du nombre total d'établissements de la commune (76 sur les 297 entreprises implantées  à Seilh), contre 25,9 % au niveau départemental.

#### Entreprises et commerces
Les cinq entreprises ayant leur siège social sur le territoire communal qui génèrent le plus de chiffre d'affaires en 2020 sont : 
- Valoris Developpement, conseil pour les affaires et autres conseils de gestion (9 417 k€)
- Aqua Temps-Traitement Eaux Midi Pyrenees Service, vente à domicile (1 729 k€)
- Van-Away, location de courte durée de voitures et de véhicules automobiles légers (1 455 k€)
- Potaux, entretien et réparation de véhicules automobiles légers (1 285 k€)
- Simulation Design Innovation, conseil en systèmes et logiciels informatiques (1 193 k€)

### Agriculture
|               | 1988 | 2000 | 2010 | 2020 |
| ------------- | ---- | ---- | ---- | ---- |
| Exploitations | 11   | 2    | 3    | 2    |
| SAU (ha)      | 129  | 67   | nd   | 45   |

La commune est dans « les Vallées », une petite région agricole consacrée à la polyculture sur les plaines et terrasses alluviales qui s’étendent de part et d’autre des sillons marqués par la Garonne et l’Ariège. En 2020, l'orientation technico-économique de l'agriculture  sur la commune est la culture de céréales et/ou d'oléoprotéagineuses. Deux exploitations agricoles ayant leur siège dans la commune sont dénombrées lors du recensement agricole de 2020 (onze en 1988). La superficie agricole utilisée est de 45 ha,,.

## Culture locale et patrimoine

### Lieux et monuments
- Église Sainte-Blandine, du XIXe siècle Église Sainte Blandine

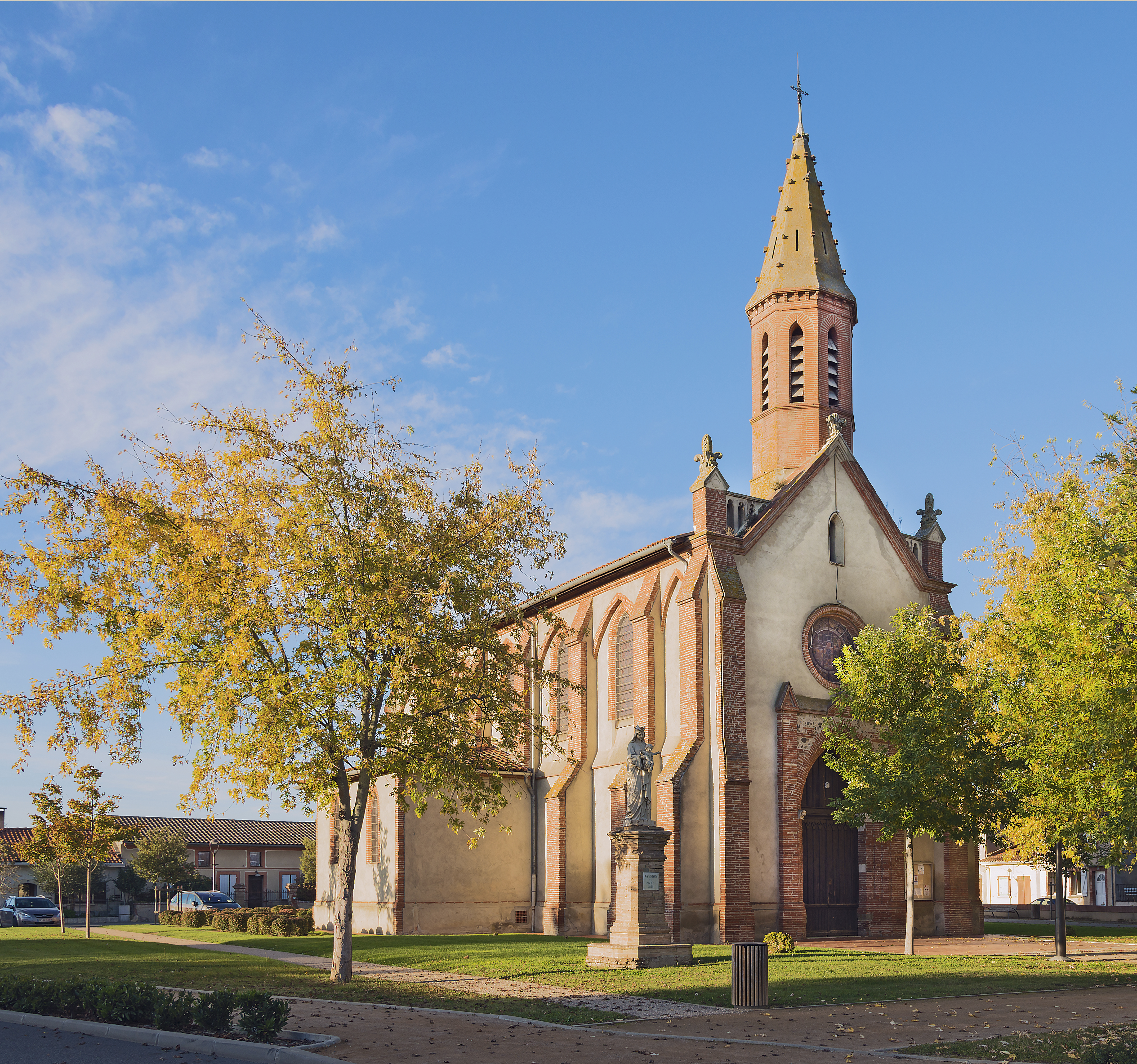
Église Sainte Blandine

- Château de Rochemontès, du XVIIIe siècle
- Château de Percin, du XIVe siècle

### Personnalités liées à la commune
- Joséphine de Bourg (1788-1862), né à Seilh, fondatrice des sœurs du Sauveur et de la sainte Vierge.
- La famille de Percin de Montgaillard
- Louis Bertorelle
- Michel Baglin, écrivain, 1950-2019.

## Pour approfondir